# Myrmecaelurus lepidus
Myrmecaelurus lepidus är en insektsart som först beskrevs av Klug in Ehrenberg 1834.  Myrmecaelurus lepidus ingår i släktet Myrmecaelurus och familjen myrlejonsländor. Inga underarter finns listade i Catalogue of Life.